# Lucian Mihai
Lucian Mihai (n. 18 aprilie 1953, București, România) este un jurist român, care a deținut demnitatea de judecător la Curtea Constituțională a României (1998-2001).

## Biografie
Lucian Mihai s-a născut la data de 18 aprilie 1953 în orașul București. A absolvit Facultatea de Drept a Universității București (1976), ca șef de promoție. După absolvirea Facultății, a fost repartizat ca judecător la diferite judecătorii din circumscripția Tribunalului Municipiului București (1976-1979) și, după expirarea stagiului, a fost declarat, în baza unui examen, șef de promoție pe țară al judecătorilor stagiari (1979). 
În anul 1979, a fost angajat prin concurs ca asistent universitar la Facultatea de Drept a Universității din București la Catedra de drept civil. Începând din anul 1986 este lector universitar titular al cursului de drept al proprietății intelectuale la această catedră, iar din anul 1992 este titular și al cursului de drept civil la aceeași facultate. A obținut titlul științific de Doctor în drept.
După Revoluția din decembrie 1989, Lucian Mihai a lucrat ca avocat, membru al Baroului din București (1990-1996). În paralel, a fost și arbitru la Curtea de Arbitraj Comercial Internațional de pe lânga Camera de Comerț și Industrie a României. În calitate de avocat, a acordat asistență juridică, după anul 1990, pentru unele entități străine care își desfășoară activitatea în România, cum ar fi Banca Mondială, al cărei consultant a fost, cum ar fi firma Rank Xerox Limited și altele. A fost, de asemenea, Lucian Mihai a fost consilier juridic personal al ambasadorului Marii Britanii la București (din 1993).
Între anii 1990-1991 a fost primul jurist român care a avut calitatea de bursier Fulbright în SUA. A lucrat la University of Columbia, Missouri pentru un an de zile, a lucrat apoi două luni în cadrul unui birou de avocați în Washington D.C. și, de asemenea, a lucrat pentru o lună în calitate de asistent legislativ cu unul dintre membrii Camerei Reprezentanților din Congresul Statelor Unite ale Americii. A urmat o serie de stagii de pregătire profesionala în Austria, Canada, Elveția și Franța. 
Între anii 1993-1995, a fost corespondent național al Centrului pentru Studierea Constituționalismului în Centrul și Estul Europei la University of Chicago Law School. Este președintele Asocației Foștilor Bursieri Fullbright din România și membru al Asociației "21 Decembrie" din București (care reunește participanți activi în prima zi a Revoluției din Decembrie 1989 în București). A fost vicepreședinte al acestei asociații în timpul demonstrației "Golanilor" din Piața Universității (aprilie-mai 1990).
La 19 decembrie 1996, Lucian Mihai a fost ales în funcția de Secretar general al Camerei Deputaților din Parlamentul României, din care a demisionat la data de 9 iulie 1998, deoarece fusese numit în funcția de judecător la Curtea Constituțională. 
În prezent, conf. univ. dr. Lucian Mihai predă ca profesor de drept civil și dreptul proprietății industriale, fiind și membru în Consiliul profesoral al Facultății de Drept a Universității din București. Lucian Mihai a publicat 5 cărți, 87 de studii și articole în țară și în străinătate și a susținut peste 25 de comunicări științifice în țară și în străinătate.

## Judecător și avocat
Prin Decretul nr. 240 din 26 iunie 1998, Lucian Mihai a fost numit de către președintele României, Emil Constantinescu, în demnitatea de judecător la Curtea Constituțională a României, pentru un mandat de 9 ani. El a fost ales în același an și în funcția de președinte al Curții Constituționale. A demisionat în iunie 2001 din funcția de judecător al Curții Constituționale și la cea de președinte al acestei instanțe. Lucian Mihai și-a justificat decizia de demisie prin motive de natură profesională. Funcția de președinte a Curții Constituționale reprezintă a cincea demnitate în cadrul statului român, iar demnitatea de judecător a Curții este mai înaltă decât aceea de ministru. "Am demisionat din proprie inițiativă. Gestul se datorează unor probleme de ordin profesional și mai ales personal. Indiferent de ce zvonuri se vor lansa, declar cu toată răspunderea că nu s-au făcut presiuni asupra mea pentru a demisiona".
În anul 2000, a fost decorat de către președintele României, Emil Constantinescu, cu Ordinul Național „Steaua României” în grad de Mare Cruce. În anul 2001, și-a deschis un cabinet de avocatură. 
Din anul 2002, Lucian Mihai a ocupat poziția de senior associate în cadrul casei de avocatură Linklaters. El a făcut parte din echipele de consultanță juridică care au lucrat pentru companii internaționale cu operațiuni în România precum Rank Xerox, Arthur Andersen, Enterprise Oil Explorations, Banca Mondială, Banca Europeană pentru Reconstrucție și Dezvoltare, Bechtel, PricewaterhouseCoopers, Allied Domecq sau GlaxoSmithKline, dar a acordat asistență juridică și autorităților române.
În anul 2005, a fost cooptat ca partener în cadrul biroului local al firmei britanice de avocatură Linklaters, una dintre cele mai mari din lume. Cu această ocazie, denumirea companiei a devenit cea de Linklaters Miculiți, Mihai și Asociații. El a acordat consiliere juridică companiei de telefonie mobilă Vodafone România.